# Diagonal (periòdic)
Diagonal va ser una publicació quinzenal d'informació d'actualitat, debat, investigació i anàlisi editada a Madrid de tendència anticapitalista. Es presentava com una eina de comunicació al servei dels moviments socials d'esquerra i com «un mitjà de comunicació crític i independent, sense directors ni caps, sustentat sobre la base de milers de subscriptors».

El projecte es va unir a d'altres per formar El Salto.

## Història
Diagonal es va començar a gestar a mitjans de 2003, quan el col·lectiu que editava el mensual Molotov decideix posar fi al tabloide i posar en marxa un mitjà molt més potent i obert. A la iniciativa s'hi van sumar una sèrie de periodistes i activistes de la comunicació que van constituir l'actual grup promotor. Després de la sortida de dos números promocionals (el menys un i el zero), va veure la llum el 3 de març de 2005, data des de la qual va començar a editar-se amb regularitat.

## Edició i finançament
Està editat per l'Asociación Punto y Coma Comunicación y Prensa, creada expressament per a la seva publicació, sota llicència Creative Commons en la seva versió Compartir Igual (CC-BY-SA). Es finança a través de subscripcions, venda directa, publicitat ètica, donacions i comercialització d'articles amb la imatge del diari.

## Continguts
Consta dels següents apartats:
- Entrants: política internacional, multinacionals, moviments de resistència global.
- Rodalies: projectes comunitaris i moviments de base.
- Entorn: medi ambient, ecologia.
- Observatori de mitjans: mass media, mitjans alternatius, llibertat d'informació.
- Cultura: art, teatre, música.
- Cos: sexualitat, alimentació, consum.
- Enfocaments: fotografia.
- En el filferro: precarietat, informació laboral, política econòmica.
- Debat.
- Sabers: educació, ciència, noves tecnologies.
- Llibertats i drets: ciutadania, control social, llibertats sexuals.
- Agenda i serveis.

Cada 15 dies, Diagonal (en col·laboració amb la Unió de Ràdios Lliures i Comunitàries de Madrid) emet un butlletí en el qual s'avancen els continguts del diari.

## Edicions locals
Diagonal també compta amb presència en territoris, publicant edicions locals a Andalusia, Aragó, Astúries, Cantàbria, Galícia i Madrid.
En l'edició per a Madrid hi participa la Unió de Ràdios Lliures i Comunitàries de Madrid.